# 东觉寺 (东京都北区)
東覺寺 是在东京都北區田端2丁目的真言宗豐山派佛寺。

## 历史

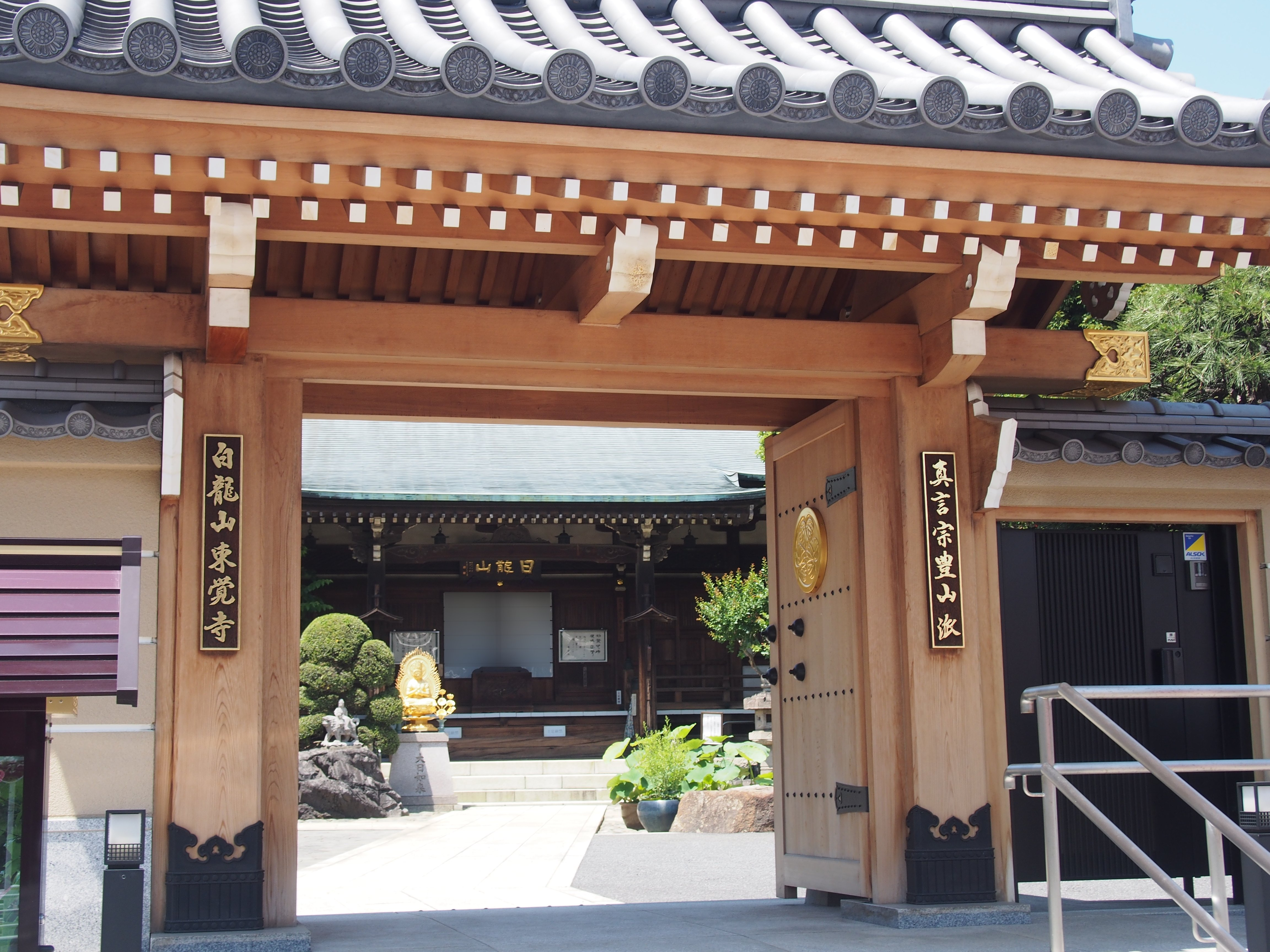
東覚寺山門

延德 3年(1491年)源雅在神田創建 。然后到根岸(現在的東京 台東區)，并於慶安年間(1600年左右)，移轉到田端此地。
此外，據說已收到7個石头的朱印地（幕府承認的朱印狀）。

## 赤紙仁王
該寺院的特徵是在山門中，被紅紙所貼的金剛力士像。通常被稱为赤紙仁王，據說病人在仁王像上相應病人的患病部位貼上紅紙可以痊癒，至今貼紅紙的人仍是絡繹不絕。
疾病被治愈後，則供養草鞋，現在仍遺留這樣的風俗。
此仁王像是寬永18年(1641年) 8月21日賢聖的时代所造立，是為了鎮壓當時 江戶时代城市中流行的瘟疫而建立。然而，在仁王像上貼紅紙的传统，當時並不存在，此習俗應是在明治时期才广泛流傳。

此外，仁王像在江户时代以前，是在東覺寺（那時是附屬在神社的佛寺）旁的田端八幡神社前。随后，因神佛分離法令而移出，明治时期移至東覺寺前的九品佛堂前面，在2008年因道路擴張而向后移动。於1998年指定為東京都北區的文化資產。

## 主要设施
- 本堂
- 不動堂
- 仁王像

## 交通
- 從JR線田端站步行約6分。
- 免費進香參觀。僅在白天時段開放。
- 沒有停車場

## 脚注
1. ↑  北区教育委員会（1988）43p.
2. ↑  .   [2017-10-03]. （原始内容存档于2015-01-13）.
3. ↑  東京都北区掲示板